# Skins (serie televisiva 2011)
Skins è una serie televisiva statunitense del 2011, remake dell'omonimo teen drama britannico; è stata sviluppata dai creatori di quella originale, Bryan Elsley e Jamie Brittain, ed il primo episodio rispecchia in pieno il "pilot" della serie originale, anche se in seguito le trame prendono strade differenti (anche se il terzo episodio - quello su Chris - è anch'esso praticamente ricalcato su quello originale).
In Patria ha debuttato il 17 gennaio 2011 sul canale MTV ed è stata cancellata il 9 maggio dello stesso anno, dopo solo 10 episodi.
In Italia è stata trasmessa in prima visione su MTV Italia a partire dal 20 maggio 2011.
La sigla della serie è un estratto dal brano Lina Magic dei 3D Friends.

## Trama
A Dallas, in Texas, si intrecciano le storie di un gruppo di adolescenti alle prese con i problemi tipici della loro età. Tony Schneider è un ragazzo intelligente, attraente e manipolatore cui piace mettere nei guai i propri amici (rispetto ai quali prova un deciso senso di superiorità) e creare situazioni scomode solo per il gusto di veder sovvertita la noia borghese della quale si sente schiavo. Michelle è la ragazza di Tony, maltrattata dal fidanzato in tutti i modi possibili (venendo anche ripetutamente tradita) e pur essendo attraente e molto schietta, mostra una grande insicurezza. Stanley è il miglior amico di Tony, da sempre innamorato di Michelle, molto chiuso in se stesso e tremendamente succube delle situazioni in cui si trova. Chris è il ragazzo allegro del gruppo, molto dedito al consumo di alcool e droghe di vario tipo, ma nasconde una grande fragilità avendo visto la sua famiglia distruggersi dopo la tragica morte del fratello maggiore. Cadie è una ragazza dolce che ha la reputazione di "ragazza facile" della scuola non dando molta importanza a se stessa o alle sue azioni, almeno fin quando non si innamora di Stanley, ma, anche a causa della poca attenzione di quest'ultimo nei suoi confronti, finisce con l'essere ricoverata in un centro di assistenza sanitaria mentale. Tea è una cheerleader della scuola ed è omosessuale; pur non essendosi dichiarata in casa ai suoi familiari, ha un comportamento molto esplicito a scuola ed è anche molto sicura di sé, caratteristiche che la renderanno oggetto delle attenzioni di Tony. Abbud è un ragazzo musulmano e il miglior amico di Tea per cui prova dei sentimenti che vanno oltre l'amicizia. Daisy è invece la ragazza pacata e pratica del gruppo, colei che risolve sempre le situazioni in cui si cacciano i suoi amici, ed è inoltre un'abile trombettista. Infine ci sono Tina, una ragazza di 23 anni da poco diventata insegnante e che instaurerà una relazione con Chris, ed Eura, la sorella minore di Tony che non parla mai e va a tante feste assumendo droghe e alcool.

## Personaggi e interpreti
- Tony Schneider, interpretato da James Newman. Il suo corrispettivo della serie originale è Tony Stonem. Tony, come nella serie originale, è un affascinante ragazzo molto invidiato dai suoi coetanei e amato da tutte le ragazze. Rispetto però alla versione britannica della serie, Tony sembra non essere un grande esperto di manipolazione. Il suo migliore amico è Stanley sin dall'infanzia: a provocare discussioni e inconvenienti fra i due è il fatto che Stan sia follemente innamorato da sempre di Michelle Reinhart, la fidanzata di Tony, che però lui sembra essere sempre disposto a tradire e maltrattare. Tony ha una sorellina minore, Eura (corrispondente a Effy Stonem nella serie originale) che non parla ed esce segretamente la notte per fare festa e utilizzare droghe e alcool nonostante la sua giovane età.Come nella versione britannica del teen drama, Tony tradisce Michelle molteplici volte: prima con la ricca cantante lirica Tabatha (corrispondente ad Abigail Stock nella serie originale) e poi con Tea, nonostante quest'ultima sia omosessuale (corrispondente a Maxxie Oliver nella serie originale) durante la gita in Canada. Michelle se ne accorgerà soltanto quando Tony la contagia con la clamidia, una malattia sessualmente trasmissibile facilmente curabile in Nord America, scoprendo che anche la sua amica Tea l'aveva contratta. Nel finale di stagione Tony non viene investito da un camion come nella serie originale, ma torna a casa e piange per la mancanza di Tea (siccome alla fine realizza di essere innamorato di lei nonostante la ragazza sia apertamente omosessuale) insieme a Eura dopo averla riportata a casa dal rave party dove era stata.
- Michelle Reinhart, interpretata da Rachel Thevenard. Il suo corrispettivo della serie originale è Michelle Richardson. In questa versione della serie, Michelle rispecchia quasi a pieno il personaggio dell'omonima serie britannica Skins. Michelle è una ragazza disinibita e sfacciata, attraente e molto innamorata del suo fidanzato Tony Schneider, sebbene quest'ultimo non perda mai occasione per tradirla o utilizzarla come ruota di scorta. Il suo migliore amico è Stanley Lucerne, anche se lei è perfettamente consapevole che quest'ultimo la ama sin dai tempi della prima infanzia. La sua migliore amica è Daisy Valero e dapprima anche Tea Marvelli aveva un bel legame con Michelle, ma questo svanisce dopo che Michelle stessa scopre del tradimento di Tony con Tea. Rispetto alla serie originale, la caratteristica principale di Michelle, i capelli ricci, diventano capelli lisci e rossi. Nel finale di stagione Michelle capisce di amare Stanley e quindi abbandona Tony al rave party lasciandolo definitivamente per poi tornare a casa insieme a Stan e concludere la serie con un bacio.
- Stanley Lucerne, interpretato da Daniel Flaherty. Il suo corrispettivo della serie originale è Sid Jenkins. Stanley è scritturato esattamente come il suo corrispettivo Sid Jenkins della serie originale; è un ragazzo pigro, poco attraente, vergine e svogliato, ampiamente dipendente dalle volontà e i desideri del suo migliore amico Tony e innamorato della ragazza di Tony, la sua migliore amica Michelle. Il personaggio di Stan è tuttavia quasi identico, in tutto e per tutto, a Sid Jenkins, anche se, alla fine, Stan realizza di amare Michelle e non Cadie (corrispondente a Cassie Ainsworth). Chiude la stagione con una performance canora in duetto con Cadie della canzone Shout dei Tears For Fears (in corrispondenza alla scena finale della prima stagione della serie originale dove Sid canta la sua rassegnazione e il suo dolore verso Cassie con la canzone Wild World di Cat Stevens).
- Chris Collins, interpretato da Jesse Carere. Il suo corrispettivo della serie originale è Chris Miles. Anche in questa versione della serie, Chris è un ragazzo spericolato e socievole, amante delle pillole, dei party, della musica, delle canne e dell'alcool. Come nella versione originale, Chris veste e si atteggia in modo stravagante e senza mentite spoglie rivela il suo carattere energico, esuberante e festoso: è la cosiddetta anima del gruppo. Dimostra dal primo episodio interesse verso la sua insegnante di sociologia Tina Nolan (corrispondente a Angie nella versione britannica della serie), anche se la loro relazione non dura a causa di un'accusa di abusi sessuali su un minore da parte del professore di storia dopo che Chris gli ha rubato il suo battello a vapore vintage per donarlo a Tina il giorno del suo compleanno. Identicamente alla serie originale, Chris è stato abbandonato da sua madre improvvisamente, suo fratello Peter è morto di un'emorragia cerebrale cinque anni prima e suo padre è scappato di casa per rifarsi una vita quando lui era ancora in fasce. Spende i 1000 dollari lasciatogli dalla madre per organizzare un party dove viene invitata anche Tina, che però, in preda ai sensi di colpa, scappa via. Si dimostra un buon amico per tutto il gruppo in ogni caso, grazie alla sua simpatia e al suo carattere socievole e dinamico. Non si sa se morirà come il suo corrispettivo della serie originale Chris Miles.
- Cadie Campbell, interpretata da Britne Oldford. Il suo corrispettivo della serie originale è Cassie Ainsworth. Cadie è un personaggio dal punto di vista psicologico e caratteriale molto complesso e difficile da capire: al contrario del suo corrispettivo Cassie Ainsworth Cadie non ha alcun tipo di disordine alimentare, ma anzi è appassionata di cucina e di buon cibo. Tuttavia viene ricoverata più volte in un centro psichiatrico con un annuncio di instabilità mentale, soffrendo di disturbo ossessivo compulsivo, ansia e depressione psicotica. Cadie ha tendenze suicide, mente quasi sempre alle persone e racconta storie completamente false al suo psicologo, soffre di autolesionismo ed è a tutti gli effetti tossicodipendente, sfruttando come mezzo la sua instabilità mentale per ottenere più pillole. Viene molestata dal patrigno di Michelle durante il party a casa della stessa, ma vedendo Stanley abbracciare Michelle, decide di farlo ingelosire andando a letto con il compagno della mamma di Michelle. Sua madre è una ex modella e suo padre è un cacciatore (nella serie originale i genitori sono entrambi artisti). Cadie ospita Eura a casa sua per qualche giorno quando Tony la crede rapita e scomparsa, e successivamente all'essersi confrontata con Stan, canta insieme a lui la canzone Shout dei Tears for Fears al rave party. Nel finale di stagione non la si vede più dopo essersi buttata in mezzo alla folla mentre cantava.
- Tea Marvelli, interpretata da Sofia Black D'Elia. Il suo corrispettivo della serie originale sarebbe Maxxie Oliver, anche se in realtà con quest'ultimo ha in comune solo l'omosessualità. Tea è una ragazza di origini italo-statunitensi e di religione ebraica. Il personaggio di Tea, anche se equivalente a quello di Maxxie, presenta tuttavia molte differenze con il corrispettivo della serie britannica: Tea ha una passione per la danza hip-hop e il cheerleading, è innamorata di una compagna di classe che sembra corrispondere, anche se con scopi ben differenti da una relazione, ed è anche in questo caso la migliore amica di Abbud (equivalente a Anwar Kharral nella  serie originale). Nell'episodio a lei intitolato, il secondo, presa dall'alcool Tony le confessa di amarla e quindi i due hanno un rapporto. Tea ha molti sensi di colpa e si punisce per questo: essendo Abbud innamorato di lei, la ragazza ha dovuto rifiutarlo più volte ribadendo di essere lesbica. Durante la gita in Canada, Tony e Tea hanno nuovamente un rapporto e vengono sorpresi da Abbud, che qualche ora prima aveva provato a baciare Tea con pessimi risultati: Abbud confuso e arrabbiato scappa e si lancia da un pontile, credendo che Tea usi il suo essere omosessuale come scusa per non fidanzarsi con lui. Tea si rivela più volte una falsa amica durante il corso della serie, ma nell'ultimo episodio si mostra pronta a fare di tutto per Tony nonostante le incomprensioni che i due avevano avuto, e la sua ultima apparizione la vede protagonista di una scena dove si stende accanto a Betty, la sua fiamma, in un letto d'ospedale (poiché quest'ultima aveva subito un intervento alla caviglia). Tea è il personaggio che subisce il cambiamento più drastico a partire dalla serie britannica.
- Daisy Valero, interpretata da Camille Cresencia-Mills. Il suo corrispettivo della serie originale è Jal Fazer. A differenza della sua controfigura britannica Jal, Daisy non suona il clarinetto ma la tromba. Vive in un contesto molto scomodo per praticare la sua passione: suo padre è un ex musicista ritirato che lavora come postino, sua sorella Dee Dee è una ragazza molto impulsiva e sua madre ha abbandonato la famiglia anni prima. Il padre di Daisy, Ham Valero, non permette in alcun modo che in casa si ascolti musica. Così Daisy esce di notte per suonare nei locali la sua tromba sotto la guida di un ex amico del padre, musicista. Nell'episodio a lei dedicato, l'ottavo, mostra una personalità forte e coraggiosa, pronta a fare di tutto pur di proteggere e salvaguardare il suo futuro. Lavora come barista in una panineria, Busty Bocadillo, dove risparmia soldi dalla busta paga per frequentare un noto conservatorio.
- Abbud Siddiky, interpretato da Ron Mustafaa. Il suo corrispettivo della serie originale è Anwar Kharral.
- Tina Nolan, interpretata da Anastasia Phillips. Il suo corrispettivo della serie originale è Angie; rispetto alla serie originale, in questo remake il suo ruolo è leggermente ampliato.
- Eura Schneider, interpretata da Eleanor Zichy. Il suo corrispettivo della serie originale è Effy Stonem.

## Episodi
| Stagione       | Episodi | Prima TV USA | Prima TV Italia |
| -------------- | ------- | ------------ | --------------- |
| Prima stagione | 10      | 2011         | 2011            |

## Cancellazione della serie
La serie venne cancellata il 9 maggio 2011 principalmente a causa delle proteste di diverse associazioni che non hanno gradito i toni espliciti del telefilm inducendo quindi diversi sponsor a privare la serie del loro supporto pubblicitario; in merito alla questione il comunicato di MTV spiegava: " 'Skins' è un fenomeno televisivo globale che, però, non è riuscito ad entrare in contatto col pubblico statunitense tanto quanto avremmo voluto".